# Koenig & Bauer
Koenig & Bauer AG (FWB: SKB) também conhecida como KBA, é uma companhia alemã que fabrica prensas de impressão com sede em Würzburg. Foi fundada por Friedrich Koenig e Andreas Friedrich Bauer em Würzburg em 1817, tornando-se a mais antiga fabricante de impressoras industriais do mundo ainda em serviço, a empresa possui uma divisão dedicada à produção de cédulas e notas bancarias, a  Koenig & Bauer Banknote Solutions SA, conhecia também como KBA Notasys, as notas de Real Brasileiro são impressas usando essa tecnologia.

## História
Fundada em 1817, pelo século XX, Koenig e Bauer tornou-se uma grande empresa e a principal fabricante mundial de equipamentos de impressão de segurança. 

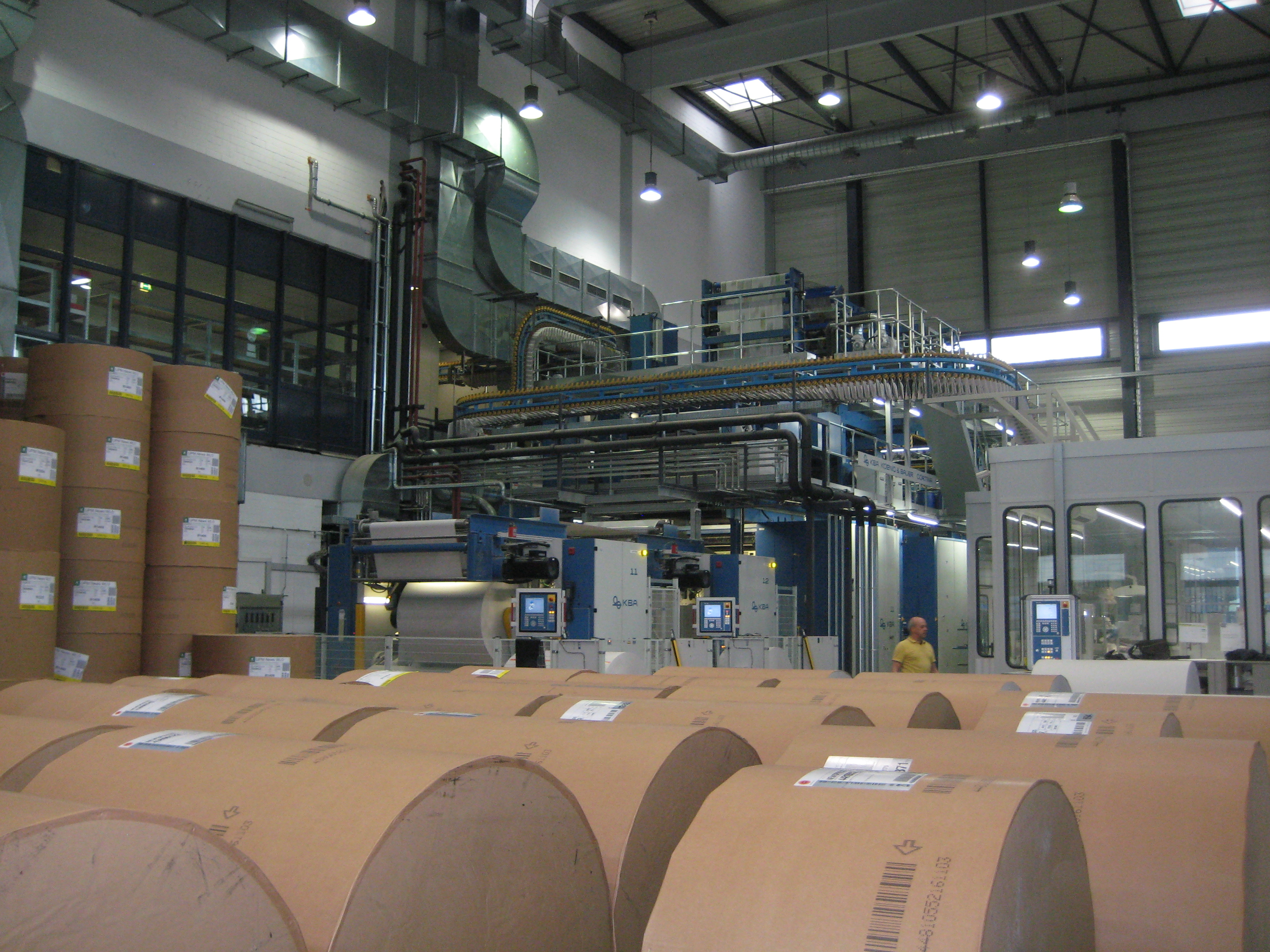
Máquina de impressão da Koenig & Bauer KBA da editora Trierische Volksfreund, Tréveris (Alemanha), linha de impressão de jornais e revistas.

Em 1951, a empresa começou a sofrer com a idade dos projetos das máquinas que vendia, algumas das quais datadas do início da década de 1920, e seu presidente, Hans Bolza, enfrentou a necessidade de chegar a um acordo com Gualtiero Giori, um impressor italiano e inventor com uma empresa em Lausanne que tinha feito grandes avanços na impressão em baixo relevo. Bolza estabeleceu uma relação imediata com Giori, e o acordo que assinaram em 1952 levou a um longo prazo em 1958. A Koenig & Bauer entregou à Giori seus direitos de distribuição, mesmo na Alemanha, mas ganhou os direitos exclusivos de fabricação de máquinas Giori, possuindo uma associação longa e lucrativa. Em 2001, após a morte de Giori, a Koenig & Bauer adquiriu sua empresa, Giori SA, parte da qual foi renomeada KBA Giori, durante a celebração do aniversário de 200 anos a companhia mudou seu nome de KBA para Koenig & Bauer, em homenagem a seus fundadores.

### Capacidade de impressão
A tabela lista o número máximo de páginas que os vários designs de prensas do início do século XIX de Friedrich Koenig e Andreas Bauer podiam imprimir por hora, em comparação com as prensas de parafuso manuais anteriores. A tabela inclui os projetos que foram construídos pela dupla na Inglaterra antes do estabelecimento de sua empresa após seu retorno à Alemanha.

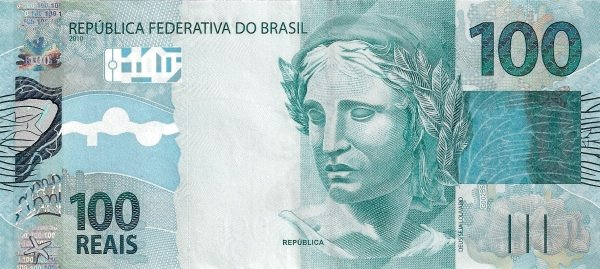
Cédulas em circulação no Brasil, são impressas usando a tecnologia da Koenig & Bauer Banknote Solutions.

|                     | Prensas operadas à mão    | Prensas operadas à mão | Prensas movidas a vapor | Prensas movidas a vapor | Prensas movidas a vapor | Prensas movidas a vapor |
|                     | Estilo Gutenberg ca. 1600 | Stanhope ca. 1800      | Koenig & Bauer 1812     | Koenig & Bauer 1813     | Koenig & Bauer 1814     | Koenig & Bauer 1818     |
| Impressões por hora | 240                       | 480                    | 800                     | 1100                    | 2000                    | 2400                    |